# حمض اللاكتوبيونيك
حمض اللاكتوبَيونيك هو مركب كيميائي عضوي ينتمي إلى مجموعة الأحماض السكرية صيغته C12H22O12، ويوجد على شكل سائل لزج.
يسمى الملح الكربوكسيلي لهذا الحمض لاكتوبَيونات.

## التحضير
يتكون حمض اللاكتوبيونيك بنيوياً من حمض الغلوكونيك والغالاكتوز؛ ويمكن أن يتشكل من أكسدة اللاكتوز.

## الخواص
يوجد المركب في الشروط القياسية على شكل سائل لزج (شراب)؛ ويمكن له أن يشكل العديد من الأملاح الكربوكسيلية مع عدة أيونات فلزية مثل الكالسيوم والبوتاسيوم والصوديوم والزنك.

## الاستخدامات
يمكن أن يستخدم حمض اللاكتوبيونيك وأملاحه المختلفة ضمن الإضافات في الصناعات الغذائية. كما يستخدم أيضاً في صناعة مستحضرات التجميل مضادّاً للتأكسد؛ بالإضافة إلى استخدامه سواغاً في الصناعات الدوائية.